# Os-Marsillon
Os-Marsillon è un comune francese di 461 abitanti situato nel dipartimento dei Pirenei Atlantici nella regione della Nuova Aquitania.

## Società

### Evoluzione demografica
Abitanti censiti